# نيكي فينكه
نيكي فينكه (بالإنجليزية: Nikki Finke)‏ هي صحفية أمريكية، ولدت في 1 ديسمبر 1953 في نيويورك في الولايات المتحدة.